# Tin đồn về cái chết của Paul McCartney

Bìa tờ tạp chí công bố những kết luận từ tin đồn

Tin đồn về cái chết của Paul McCartney (nguyên gốc tiếng Anh: Paul is dead) là một trong những câu chuyện chứng minh được sức lan tỏa nhanh chóng của thông tin trong thời buổi bùng nổ dữ dội của công nghệ và ngành báo. Tin đồn này dựng nên một tình huống khá thuyết phục về Paul McCartney, thành viên của The Beatles, khi cho rằng anh đã chết từ năm 1966 và được ban nhạc chọn một người thay thế có ngoại hình giống hệt.
Tháng 9 năm 1969, một nhóm sinh viên tại Mỹ phát hành một bài viết cho rằng có thể là Paul McCartney thực tế đã qua đời từ lâu, dẫn chứng qua các manh mối có thể tìm thấy trong các ca từ và hình ảnh của The Beatles. Tin đồn có sức lan tỏa rộng khắp, đến nổi chỉ sau vài tuần đã trở thành hiện tượng quốc tế. Mọi chuyện chỉ chấm dứt khi tạp chí Life thực hiện một bài phỏng vấn với Paul vào tháng 11 cùng năm. Đây là một trong những tin đồn kinh điển nhất, mang tính rộng khắp và ảnh hưởng lâu dài tới văn hóa đại chúng.

## Khởi nguồn
Tin đồn rằng Paul McCartney đã chết trong một tai nạn giao thông vào tháng 1 năm 1967 tại London với chính chiếc xe hơi của anh. Các tin đồn được ghi nhận sau đó cải chính trong số ra tháng 2 năm 1967 của tờ The Beatles Book, nhưng không rõ là những tin đồn năm 1969 có liên quan đến nó hay không. Thực tế, vào mùa thu năm 1969, The Beatles đang trong quá trình chuẩn bị tan rã, McCartney ít xuất hiện trước công chúng và anh nghỉ gần như toàn thời gian ở Scotland với người vợ mới cưới Linda để chuẩn bị cho sự nghiệp solo.
Ngày 17 tháng 9 năm 1969, bài báo có tên "Is Beatle Paul McCartney Dead?" ("Có phải Beatle Paul McCartney đã chết?") được đăng trong một số báo của Trường đại học Drake ở Iowa. Bài viết kể về một tin đồn đang lan trong khuôn viên trường là Paul đã qua đời trong một tai nạn xe hơi. Một số dẫn chứng được nhắc tới, như câu hát "Turn me on, dead man" nghe được trong bài "Revolution 9" từ Album trắng (1968) khi cho tua ngược. Trong thông báo ngày 11 tháng 10, Derek Taylor, đại diện báo chí của The Beatles nói: "Gần đây, chúng tôi nhận được hàng loạt câu hỏi hoài nghi liệu Paul đã chết? Dĩ nhiên là chúng tôi luôn có những câu hỏi kiểu này từ nhiều năm nay, nhưng chỉ vài tuần gần đây thôi, chúng tràn ngập ở văn phòng và nhà tôi cả ngày lẫn đêm. Tôi thậm chí còn nhận được cả những cú điện thoại từ các DJ và nhiều người khác từ tận nước Mỹ."

## Phát tán
Xem thêm: Abbey Road

Bìa album Abbey Road được coi là "lời điếu" của ban nhạc dành cho Paul

Ngày 12 tháng 10 năm 1969, một người nặc danh gọi điện cho DJ Russ Gibb của đài phát thanh thành phố Detroit nói về tin đồn và những chứng cứ theo kèm. Gibb và người nọ cùng nhau tranh luận sau đó suốt 1 giờ đồng hồ. Chỉ 2 ngày sau, tờ The Michigan Daily cho công bố một bài viết về album Abbey Road của một sinh viên trường đại học Michigan tên là Fred LaBour có nhan đề "McCartney Dead; New Evidence Brought to Light". Bài viết nhận định những dấu hiệu có thể dễ dàng thấy trong album cuối cùng của The Beatles, kể thêm cả những chi tiết mới trong bản LP của album. Có lẽ vì tưởng tượng ra quá nhiều chuyện, chính LaBour còn thấy bất ngờ khi những suy nghĩ của mình vượt quá cả biên giới nước Mỹ. Đài phát thanh của Detroit sau đó dành hẳn 2 giờ phát sóng để nói về vấn đề này trong buổi phát "The Beatle Plot" ngày 19 tháng 10.
Sáng ngày 21 tháng 10 năm 1969, DJ Roby Yonge của đài phát thanh New York lên sóng tranh luận về chủ đề này. Tới tối, họ có được con số kỷ lục người nghe trên tổng số 38 bang của nước Mỹ và nhiều vùng lãnh thổ khác. Ngay sau đó, đại diện của The Beatles lên tiếng chính thức phủ nhận mọi tin đồn liên quan tới cái chết của Paul McCartney.
Câu chuyện trong tin đồn được mô tả khá hợp lý. Vài năm trước (cụ thể ngày 9 tháng 11 năm 1966), sau những cãi vã với các Beatle khác tại phòng thu, Paul đã thiếu bình tĩnh khi lái xe. Anh bị tai nạn và qua đời ngay sau đó. Để không làm mất hình tượng trước công chúng, The Beatles đã đi tìm một người đóng thế tên là "William Stuart Campbell", người chiến thắng trong một cuộc tuyển chọn bí mật.

### Những "manh mối"
Hàng trăm dấu hiệu được thu thập bởi những người hâm mộ theo dõi tin đồn này. Chúng bao gồm cả những ca từ hát nền trong quá trình thu âm, một vài cách hiểu khác về lời và thậm chí cả bìa album. Một trong những dẫn chứng tiêu biểu nhất đó là lời của Lennon trong đoạn cuối ca khúc nổi tiếng "Strawberry Fields Forever" khi anh hát "I buried Paul" ("Tôi đã hỏa thiêu Paul"). McCartney sau này nói thực ra đó là cụm từ "cranberry sauce" ("nước sốt mạn việt quất"). Một "dẫn chứng" tiêu biểu khác là phần bìa của album Abbey Road mà nhiều người cho rằng trông giống như đám tang, với "John mặc đồ trắng tượng trưng cho hình ảnh của thầy tế, Ringo với toàn đồ đen là màu truyền thống của người đi dự tang lễ, George mặc đồ như một người phu đào huyệt, còn Paul đi chân trần khác hẳn với 3 người còn lại là hình ảnh của một người đã chết".

## Phản ứng

Bìa tạp chí LIFE tháng 11 năm 1969 bác bỏ tin đồn với hình gia đình McCartney tại Scotland và dòng chữ "Paul is still with us" (Paul vẫn còn với chúng ta)

Ngày 21 tháng 10 năm 1969, văn phòng của The Beatles chính thức lên tiếng cải chính về tin đồn này khi nói rằng nó "như một kiểu tin rác cũ rích" và thêm rằng "câu chuyện liên quan tới 2 năm trở lại đây, trong khi chúng tôi vẫn luôn vui vì có Paul ở bên". Tin đồn chấm dứt khi ngày 7 tháng 11, tạp chí Life công bố bài phỏng vấn với Paul McCartney trong đó anh nói:
"Có lẽ tin đồn xuất hiện bởi gần đây tôi ngày một ít tiếp xúc với báo chí. Tôi đã dành quá nhiều thời gian cho họ, vậy nên mấy ngày qua tôi không có gì để nói nữa. Tôi đang rất hạnh phúc bên gia đình và tôi sẽ làm việc trở lại một khi tôi muốn. Tôi vẫn hăng say suốt 10 năm qua và tôi chưa có ý định dừng lại. Giờ thậm chí tôi có thể dừng lại bất cứ lúc nào. Có khi tôi lại nổi tiếng hơn một chút nhờ mấy ngày vừa qua."

## Ảnh hưởng

Trong văn hóa đại chúng: Người Dơi (câu thoại đã Việt hóa)

Tới trước tháng 10 năm 1969, rất nhiều ca khúc đã ra đời "ăn theo" chủ đề này, có thể kể tới "The Ballad of Paul" của The Mystery Tour, "Brother Paul" của Billy Shears and The All Americans, và "So Long Paul" của Werbley Finster – nghệ danh của José Feliciano.
Terry Knight, một ca sĩ của Capitol Records trong thời kỳ Album trắng khi mà Ringo Starr tạm thời rời nhóm, đã phát hành vào tháng 5 năm 1969 ca khúc có tên "Saint Paul". Ca khúc cũng leo lên được vị trí 114 trong bảng xếp hạng Bubbling Under Hot 100 Singles trước khi bị quên lãng ngay sau vài tháng.
Một chương trình truyền hình được tổ chức bởi luật sư nổi tiếng F. Lee Bailey đã được phát sóng trên WWOR-TV ở New York vào ngày 30 tháng 11, trong đó Bailey "thẩm vấn" LaBour và các "nhân chứng" về tin đồn, nhưng ông để khán giả tự kết luận.
Cả Lennon lẫn McCartney đều không thể không đưa sự kiện này vào các sáng tác của mình. John viết ca khúc "How Do You Sleep?", còn Paul có hẳn một album Paul Is Live (1993) với bìa đĩa châm biếm Abbey Road và những "manh mối" của nó.
Ngoài rất nhiều những tư liệu sách, phim ảnh, và bài viết liên quan, tin đồn này còn ảnh hưởng sâu rộng tới văn hóa đại chúng. Điều đó dễ thấy trong một tập truyện tranh Batman (Người Dơi) năm 1970, một vài tập của serie phim hoạt hình châm biếm The Simpsons (1990). Nó cũng được tranh luận trong một màn của vở kịch El Cor de la Ciutat (2006), cũng như năm 2009 có bài viết trên tạp chí Wired Italia so sánh các bức ảnh chọn lọc của McCartney, trước và sau khi "chết" .
Năm 2010, một bộ phim tài liệu giả tưởng có tên Paul McCartney Really Is Dead: The Last Testament of George Harrison? (Paul McCartney đã thực sự chết: Di chúc cuối cùng của George Harrison?), trong đó có vài đoạn thâu băng dàn dựng với giọng nói được cho là của George Harrison chứng minh lời đồn trên là sự thật, đã được trình chiếu trên truyền hình.